# ڝ
Le tsa ou ṣād deux points souscrits ‹ ڝ › est une lettre de l'alphabet arabe utilisée dans l’écriture de l’avar, du dargwa et du lak. Elle est composée d’un ṣād ‹ ص › diacrité de deux points souscrits.

## Utilisation
En avar écrit avec l’alphabet arabe, ‹ ڝ › représente une consonne affriquée alvéolaire sourde aspirée [t͡s], transcrite ‹ ц › avec l’alphabet cyrillique et, anciennement, ‹ ꞩ › avec l’alphabet latin.
En dargwa écrit avec l’alphabet arabe, ‹ ڝ › représente une consonne affriquée alvéolaire sourde aspirée [t͡sʰ], transcrite ‹ ц › avec l’alphabet cyrillique et, anciennement, ‹ ꞩ › avec l’alphabet latin.
En lak écrit avec l’alphabet arabe, ‹ ڝ › représente une consonne affriquée alvéolaire sourde aspirée [t͡s], transcrite ‹ ц › avec l’alphabet cyrillique et, anciennement, ‹ ꞩ › avec l’alphabet latin.